# Tralee Dynamos F.C.
Tralee Dynamos Football Club – irlandzki klub piłkarski z Tralee, w sezonie 2008/09 występujący w irlandzkiej trzeciej lidze, zwanej Newstalk 'A' Championship.